# Ellobius lutescens
Ellobius lutescens är en däggdjursart som beskrevs av Thomas 1897. Ellobius lutescens ingår i släktet mullvadslämlar och familjen hamsterartade gnagare. IUCN kategoriserar arten globalt som livskraftig. Inga underarter finns listade i Catalogue of Life.

## Utseende
Arten når en kroppslängd (huvud och bål) av 105 till 130 mm, en svanslängd av 7 till 15 mm och en vikt av 58 till 84 g. Den har 20 till 26 mm långa bakfötter och saknar yttre öron, förutom ett litet hudveck. Huvudet är liksom hos andra mullvadslämlar stort och avrundat. Den täta pälsen bildas av upp till 8 mm långa hår. På ovansidan är pälsen ljusbrun och den blir fram till undersidan ännu ljusare. Mörkast är pälsen kring ögonen och kring näsborrarna vad som liknar i viss mån en ansiktsmask. På undersidan har håren silvergråa spetsar. Enligt en studie från Iran har populationen där mera gråaktig vinterpäls. Hos Ellobius lutescens förekommer framåtriktade och böjda framtänder med vit tandemalj, ingen hörntand, ingen premolar och 3 molarer i varje käkhalva.

## Utbredning
Denna gnagare förekommer i nordvästra Iran samt i angränsande områden av Irak, Turkiet, Armenien och Azerbajdzjan. Arten vistas i kulliga områden och i bergstrakter mellan 700 och 2500 meter över havet. Habitatet utgörs av stäpper och halvöknar.

## Ekologi
Individerna bildar kolonier och lever i underjordiska tunnelsystem. De äter underjordiska växtdelar som rötter och rotfrukter. I jordbruksområden äter arten oftast morötter, potatis och lök. I andra områden äts rötter från nävesläktet, jordkastanjer och andra växter av löksläktet.
Denna mullvadslämmel delar territorium med flera andra gnagare men inte med gnagare av släktet Nannospalax, som likaså lever underjordiska. Tunnlarna grävs med hjälp av tänderna och jorden kastas ut med händer och fötter. Vid utgångarna skapas jordhögar. Boets centrala kammare ligger upp till 90 cm under markytan och fodras med torrt gräs eller med andra växtdelar.
Ungar föds allmänt under senare våren men i undantagsfall sker fortplantningen under hösten. Antalet ungar per kull är 2 till 4 (värde från endast två honor). En känd fiende för arten är berguven.

## Bildgalleri

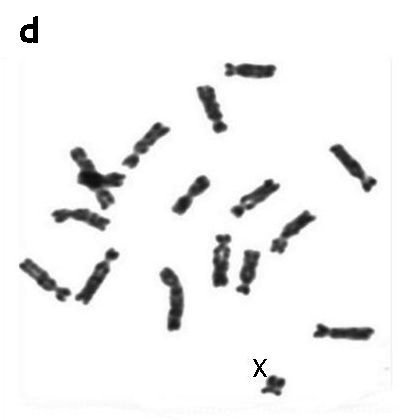
Honans kromosomer under cellkärnans delning